# Brachyarthrum limitatum
Brachyarthrum limitatum is een wants uit de familie blindwantsen (Miridae). De soort werd het eerst wetenschappelijk beschreven door Franz Xaver Fieber in 1858.

## Uiterlijk
De blindwants is altijd macropteer en kan 4,5 tot 5 mm lang worden. De antennes zijn zwart. De pootjes zijn roodkleurig met bruine stekels op de achterschenen. Het lichaam van de mannetjes is langwerpig en donkerbruin tot zwart gekleurd, net als de kop. Soms is een gedeelte van het halsschild en de voorvleugels geelachtig van kleur. De vrouwtjes zijn langwerpig ovaal en zijn geel of roodbruin. De zwarte kop heeft vaak een lichtere steep in het midden. Zowel de mannetjes als de vrouwtjes hebben een lichte beharing en een zwarte onderkant.

## Leefwijze
De soort kent een enkele generatie per jaar en leeft op ratelpopulier (Populus tremula) waar ook de eitjes op worden afgezet. Als de eitjes na de winter uitkomen kunnen de volwassen wantsen
van mei tot juni op de waardplant gevonden worden waar ze leven van de plantensappen en bijvoorbeeld bladluizen of eitjes van kevers zoals bladkevers.

## Leefgebied
In Nederland is de soort zeer zeldzaam. Het verspreidingsgebied is Palearctisch en strekt zich uit van Europa tot in Azië, Mongolië en Siberië waar ratelpopulier groeit.